# برج گریگورین

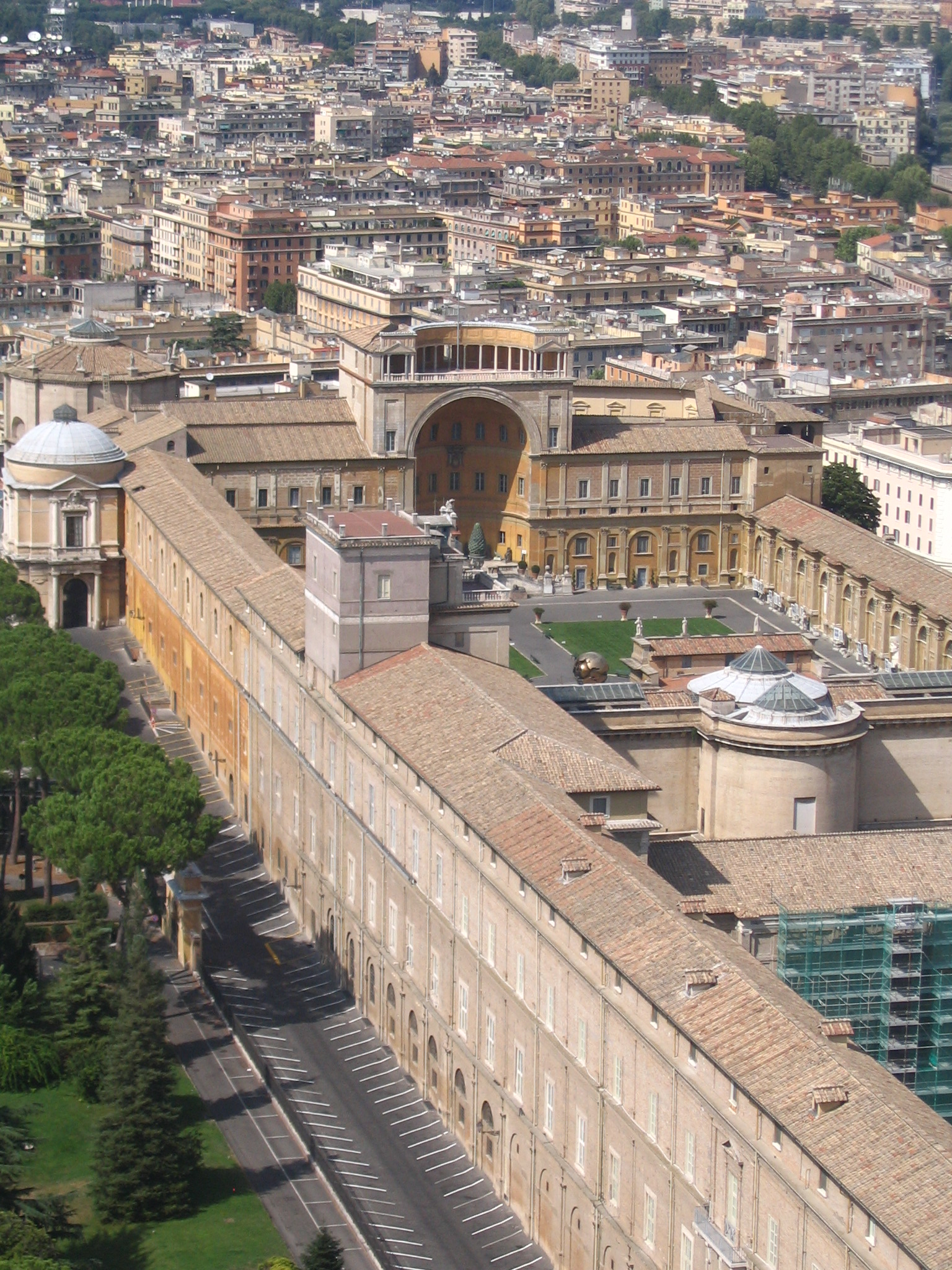
نمای برج گرگورین

برج گرگورین (به انگلیسی: Gregorian Tower) یا برج بادها (به انگلیسی: Tower of the Winds) برجی است بر بالای نگارخانه نقشه‌ها (The Gallery of Maps) در موزه شهر واتیکان.
این برج توسط معمار بلونیایی اتاویانو نونی (Ottaviano Nonni) طراحی و در حد فاصل سال‌های ۱۵۷۸ تا ۱۵۸۰ میلادی ساخته شده است.
هدف اولیه از ساخت این برج مطالعه در مورد گاه‌شماری میلادی بوده است. مطالعات انجام شده در این برج مبنای اصلاحاتی شد که توسط پاپ گرگوری سیزدهم در گاهشماری میلادی انجام گردید.